# 威爾遜 (紐約州村)
威爾遜（英語：Wilson）是位於美國紐約州尼亞加拉縣的村。

## 人口
根據2020年美國人口普查的數據，威爾遜的面積為2.60平方千米，當中陸地面積為2.11平方千米，而水域面積為0.49平方千米。當地共有人口1247人，而人口密度為每平方千米480人。